# Stati Uniti d'America ai Giochi della XIX Olimpiade
Gli Stati Uniti d'America parteciparono ai Giochi della XIX Olimpiade che si sono svolti a Città del Messico dal 12 al 27 ottobre 1968, con una delegazione di 357 atleti impegnati in 18 discipline per un totale di 167 competizioni. Portabandiera fu la schermitrice quarantunenne Janice-Lee Romary, alla sua quinta Olimpiade.
La squadra statunitense conquistò il primo posto nel medagliere con 45 medaglie d'oro, 28 d'argento e 34 di bronzo. Gli Stati Uniti fecero man bassa di titoli nel nuoto, con 21 medaglie d'oro su 29 gare, e nell'atletica leggera, con 15 vittorie su 36; primeggiarono inoltre nella pallacanestro, nei tuffi e nella vela. A livello individuale va segnalata l'impresa della sedicenne Debbie Meyer, prima donna nella storia dei Giochi capace di vincere tre medaglie d'oro individuali nel nuoto.

## Medagliere

### Per discipline
| Sport             | Oro | Argento | Bronzo | Totale |
| ----------------- | --- | ------- | ------ | ------ |
| Nuoto             | 21  | 15      | 16     | 52     |
| Atletica leggera  | 15  | 6       | 7      | 28     |
| Pugilato          | 2   | 1       | 4      | 7      |
| Tuffi             | 2   | 0       | 4      | 6      |
| Vela              | 2   | 0       | 0      | 2      |
| Tiro              | 1   | 2       | 0      | 3      |
| Equitazione       | 1   | 1       | 1      | 3      |
| Pallacanestro     | 1   | 0       | 0      | 1      |
| Lotta libera      | 0   | 2       | 0      | 2      |
| Canottaggio       | 0   | 1       | 1      | 2      |
| Sollevamento pesi | 0   | 0       | 1      | 1      |
| Totale            | 45  | 28      | 34     | 107    |

### Medaglie
| Medaglia | Atleta                                                           | Sport             | Evento                                       |
| -------- | ---------------------------------------------------------------- | ----------------- | -------------------------------------------- |
| Oro      | Jim Hines                                                        | Atletica leggera  | 100 metri piani maschili                     |
| Oro      | Tommie Smith                                                     | Atletica leggera  | 200 metri piani maschili                     |
| Oro      | Lee Evans                                                        | Atletica leggera  | 400 metri piani maschili                     |
| Oro      | Willie Davenport                                                 | Atletica leggera  | 110 metri ostacoli                           |
| Oro      | Charles Greene Melvin Pender Ronnie Ray Smith Jim Hines          | Atletica leggera  | Staffetta 4×100 metri maschile               |
| Oro      | Vincent Matthews Ron Freeman Larry James Lee Evans               | Atletica leggera  | Staffetta 4×400 metri                        |
| Oro      | Dick Fosbury                                                     | Atletica leggera  | Salto in alto maschile                       |
| Oro      | Bob Seagren                                                      | Atletica leggera  | Salto con l'asta                             |
| Oro      | Bob Beamon                                                       | Atletica leggera  | Salto in lungo maschile                      |
| Oro      | Randy Matson                                                     | Atletica leggera  | Getto del peso maschile                      |
| Oro      | Al Oerter                                                        | Atletica leggera  | Lancio del disco maschile                    |
| Oro      | Bill Toomey                                                      | Atletica leggera  | Decathlon                                    |
| Oro      | Wyomia Tyus                                                      | Atletica leggera  | 100 metri piani femminili                    |
| Oro      | Madeline Manning                                                 | Atletica leggera  | 800 metri piani femminili                    |
| Oro      | Barbara Ferrell Margaret Bailes Mildrette Netter Wyomia Tyus     | Atletica leggera  | Staffetta 4×100 metri femminile              |
| Oro      | William Steinkraus                                               | Equitazione       | Salto ostacoli individuale                   |
| Oro      | Mike Burton                                                      | Nuoto             | 400 metri stile libero maschili              |
| Oro      | Mike Burton                                                      | Nuoto             | 1500 metri stile libero maschili             |
| Oro      | Don McKenzie                                                     | Nuoto             | 100 metri rana maschili                      |
| Oro      | Douglas Russell                                                  | Nuoto             | 100 metri farfalla maschili                  |
| Oro      | Carl Robie                                                       | Nuoto             | 200 metri farfalla maschili                  |
| Oro      | Charles Hickcox                                                  | Nuoto             | 200 metri misti maschili                     |
| Oro      | Charles Hickcox                                                  | Nuoto             | 400 metri misti maschili                     |
| Oro      | Zachary Zorn Stephen Rerych Mark Spitz Kenneth Walsh             | Nuoto             | Staffetta 4x100 metri stile libero maschile  |
| Oro      | John Nelson Stephen Rerych Mark Spitz Don Schollander            | Nuoto             | Staffetta 4x200 metri stile libero maschile  |
| Oro      | Charles Hickcox Don McKenzie Douglas Russell Kenneth Walsh       | Nuoto             | Staffetta 4x100 metri misti maschile         |
| Oro      | Jan Henne                                                        | Nuoto             | 100 metri stile libero femminili             |
| Oro      | Debbie Meyer                                                     | Nuoto             | 200 metri stile libero femminili             |
| Oro      | Debbie Meyer                                                     | Nuoto             | 400 metri stile libero femminili             |
| Oro      | Debbie Meyer                                                     | Nuoto             | 800 metri stile libero femminili             |
| Oro      | Kaye Hall                                                        | Nuoto             | 100 metri dorso femminili                    |
| Oro      | Lillian Watson                                                   | Nuoto             | 200 metri dorso femminili                    |
| Oro      | Sharon Wichman                                                   | Nuoto             | 200 metri rana femminili                     |
| Oro      | Claudia Kolb                                                     | Nuoto             | 200 metri misti femminili                    |
| Oro      | Claudia Kolb                                                     | Nuoto             | 400 metri misti femminili                    |
| Oro      | Jane Barkman Linda Gustavson Susan Pedersen Jan Henne            | Nuoto             | Staffetta 4x100 metri stile libero femminile |
| Oro      | Kaye Hall Catie Ball Ellie Daniel Susan Pedersen                 | Nuoto             | Staffetta 4x100 metri misti femminile        |
| Oro      | Stati Uniti                                                      | Pallacanestro     | Torneo Maschile                              |
| Oro      | Ronnie Harris                                                    | Pugilato          | Pesi leggeri                                 |
| Oro      | George Foreman                                                   | Pugilato          | Pesi massimi                                 |
| Oro      | Gary Anderson                                                    | Tiro              | Carabina 300 metri tre posizioni             |
| Oro      | Bernard Wrightson                                                | Tuffi             | Trampolino 3 metri maschile                  |
| Oro      | Sue Gossick                                                      | Tuffi             | Trampolino 3 metri femminile                 |
| Oro      | Lowell North Peter Barrett                                       | Vela              | Star                                         |
| Oro      | George Friedrichs Barton Jahncke Gerald Schreck                  | Vela              | Dragone                                      |
| Argento  | Larry James                                                      | Atletica leggera  | 400 metri piani maschili                     |
| Argento  | Jim Ryun                                                         | Atletica leggera  | 1500 metri piani maschili                    |
| Argento  | Ervin Hall                                                       | Atletica leggera  | 110 metri ostacoli                           |
| Argento  | Ed Caruthers                                                     | Atletica leggera  | Salto in alto maschile                       |
| Argento  | George Woods                                                     | Atletica leggera  | Getto del peso maschile                      |
| Argento  | Barbara Ferrell                                                  | Atletica leggera  | 100 metri piani femminili                    |
| Argento  | Lawrence Hugh Philip Johnson                                     | Canottaggio       | Due senza maschile                           |
| Argento  | Michael Owen Page Jimmy Wofford John Michael Plumb Kevin Freeman | Equitazione       | Concorso completo a squadre                  |
| Argento  | Richard Sanders                                                  | Lotta libera      | Pesi mosca                                   |
| Argento  | Donald Behm                                                      | Lotta libera      | Pesi gallo                                   |
| Argento  | Kenneth Walsh                                                    | Nuoto             | 100 metri stile libero maschili              |
| Argento  | Don Schollander                                                  | Nuoto             | 200 metri stile libero maschili              |
| Argento  | John Kinsella                                                    | Nuoto             | 1500 metri stile libero maschili             |
| Argento  | Charles Hickcox                                                  | Nuoto             | 100 metri dorso maschili                     |
| Argento  | Mitchell Ivey                                                    | Nuoto             | 200 metri dorso maschili                     |
| Argento  | Mark Spitz                                                       | Nuoto             | 100 metri farfalla maschili                  |
| Argento  | Gregory Buckingham                                               | Nuoto             | 200 metri misti maschili                     |
| Argento  | Gary Hall                                                        | Nuoto             | 400 metri misti maschili                     |
| Argento  | Susan Pedersen                                                   | Nuoto             | 100 metri stile libero femminili             |
| Argento  | Jan Henne                                                        | Nuoto             | 200 metri stile libero femminili             |
| Argento  | Linda Gustavson                                                  | Nuoto             | 400 metri stile libero femminili             |
| Argento  | Pam Kruse                                                        | Nuoto             | 800 metri stile libero femminili             |
| Argento  | Ellie Daniel                                                     | Nuoto             | 100 metri farfalla femminili                 |
| Argento  | Susan Pedersen                                                   | Nuoto             | 200 metri misti femminili                    |
| Argento  | Lynn Vidali                                                      | Nuoto             | 400 metri misti femminili                    |
| Argento  | Al Robinson                                                      | Pugilato          | Pesi piuma                                   |
| Argento  | John Writer                                                      | Tiro              | Carabina 50 metri tre posizioni              |
| Argento  | Tom Garrigus                                                     | Tiro              | Fossa olimpica                               |
| Bronzo   | Charles Greene                                                   | Atletica leggera  | 100 metri piani maschili                     |
| Bronzo   | John Carlos                                                      | Atletica leggera  | 200 metri piani maschili                     |
| Bronzo   | Ron Freeman                                                      | Atletica leggera  | 400 metri piani maschili                     |
| Bronzo   | Tom Farrell                                                      | Atletica leggera  | 800 metri piani maschili                     |
| Bronzo   | George Young                                                     | Atletica leggera  | 3000 metri siepi                             |
| Bronzo   | Larry Young                                                      | Atletica leggera  | Marcia 50 km                                 |
| Bronzo   | Ralph Boston                                                     | Atletica leggera  | Salto in lungo maschile                      |
| Bronzo   | Bill Maher John Nunn                                             | Canottaggio       | Due di coppia maschile                       |
| Bronzo   | Michael Owen Page                                                | Equitazione       | Concorso completo individuale                |
| Bronzo   | Mark Spitz                                                       | Nuoto             | 100 metri stile libero maschili              |
| Bronzo   | John Nelson                                                      | Nuoto             | 200 metri stile libero maschili              |
| Bronzo   | Ronald Mills                                                     | Nuoto             | 100 metri dorso maschili                     |
| Bronzo   | Jack Horsley                                                     | Nuoto             | 200 metri dorso maschili                     |
| Bronzo   | Brian Job                                                        | Nuoto             | 200 metri rana maschili                      |
| Bronzo   | Ross Wales                                                       | Nuoto             | 100 metri farfalla maschili                  |
| Bronzo   | John Ferris                                                      | Nuoto             | 200 metri farfalla maschili                  |
| Bronzo   | John Ferris                                                      | Nuoto             | 200 metri misti maschili                     |
| Bronzo   | Linda Gustavson                                                  | Nuoto             | 100 metri stile libero femminili             |
| Bronzo   | Jane Barkman                                                     | Nuoto             | 200 metri stile libero femminili             |
| Bronzo   | Jane Swagerty                                                    | Nuoto             | 100 metri dorso femminili                    |
| Bronzo   | Kaye Hall                                                        | Nuoto             | 200 metri dorso femminili                    |
| Bronzo   | Sharon Wichman                                                   | Nuoto             | 100 metri rana femminili                     |
| Bronzo   | Susan Shields                                                    | Nuoto             | 100 metri farfalla femminili                 |
| Bronzo   | Ellie Daniel                                                     | Nuoto             | 200 metri farfalla femminili                 |
| Bronzo   | Jan Henne                                                        | Nuoto             | 200 metri misti femminili                    |
| Bronzo   | Harlan Marbley                                                   | Pugilato          | Pesi mosca leggeri                           |
| Bronzo   | Jim Wallington                                                   | Pugilato          | Pesi superleggeri                            |
| Bronzo   | John Lee Baldwin                                                 | Pugilato          | Pesi superwelter                             |
| Bronzo   | Al Jones                                                         | Pugilato          | Pesi medi                                    |
| Bronzo   | Joseph Dube                                                      | Sollevamento pesi | Pesi massimi                                 |
| Bronzo   | Jim Henry                                                        | Tuffi             | Trampolino 3 metri maschile                  |
| Bronzo   | Win Young                                                        | Tuffi             | Piattaforma 10 metri maschile                |
| Bronzo   | Keala O'Sullivan                                                 | Tuffi             | Trampolino 3 metri femminile                 |
| Bronzo   | Ann Peterson                                                     | Tuffi             | Piattaforma 10 metri femminile               |

## Risultati

### Pallacanestro
| Atleta | Classifica |
| --- | ---------- |
| V · D · M Nazionale statunitense - Pallacanestro ai Giochi della XIX Olimpiade 4 Clawson · 5 Spain · 6 White · 7 Barrett · 8 Haywood · 9 Scott · 10 Hosket · 11 Fowler · 12 Silliman · 13 Saulters · 14 King · 15 Dee · All. Henry Iba | Oro        |
| Nazionale statunitense - Pallacanestro ai Giochi della XIX Olimpiade |            |
| 4 Clawson · 5 Spain · 6 White · 7 Barrett · 8 Haywood · 9 Scott · 10 Hosket · 11 Fowler · 12 Silliman · 13 Saulters · 14 King · 15 Dee · All. Henry Iba                                                                                |            |

### Pallanuoto
| Atleta | Classifica |                        |
| --- | --- | ---------------------- |
| V · D · M Nazionale maschile statunitense di pallanuoto · Giochi olimpici - Città del Messico 1968 van Dorp • Ashleigh • Webb • Crawford • Cole • Bradley • Willeford • Weitzenberg • Sheerer • Parker • Barnett · CT : Art Lambert | 5° |                        |
| Nazionale maschile statunitense di pallanuoto · Giochi olimpici - Città del Messico 1968 | |                        |
| van Dorp • Ashleigh • Webb • Crawford • Cole • Bradley • Willeford • Weitzenberg • Sheerer • Parker • Barnett · CT: Art Lambert | van Dorp • Ashleigh • Webb • Crawford • Cole • Bradley • Willeford • Weitzenberg • Sheerer • Parker • Barnett · CT: Art Lambert | Stati Uniti (bandiera) |